# Xã Clinton, Quận Boone, Indiana
Xã Clinton (tiếng Anh: Clinton Township) là một xã thuộc quận Boone, tiểu bang Indiana, Hoa Kỳ. Năm 2010, dân số của xã này là 886 người.